# 1813 w muzyce
Wydarzenia muzyczne w 1813 roku.

## Wydarzenia
- 1 stycznia – w Lipsku odbyła się premiera kantaty „In seiner Ordnung schafft der Herr” J.154 Carla von Webera[1][2]
- 6 stycznia – w stuttgarckim Court Theatre miała miejsce premiera opery Wirth und Gast, oder Aus Scherz Ernst Giacoma Meyerbeera[1][2]
- 12 stycznia – Carl Maria von Weber dostaje propozycję objęcia stanowiska dyrektora Praskiej Opery, którą przyjmuje. Podpisany kontrakt opiewa na okres trzech lat i daje Weberowi nieograniczoną władzę[1][2]
- 27 stycznia – w weneckim Teatro San Moisè miała miejsce premiera opery Il signor Bruschino Gioacchina Rossiniego[1][2]

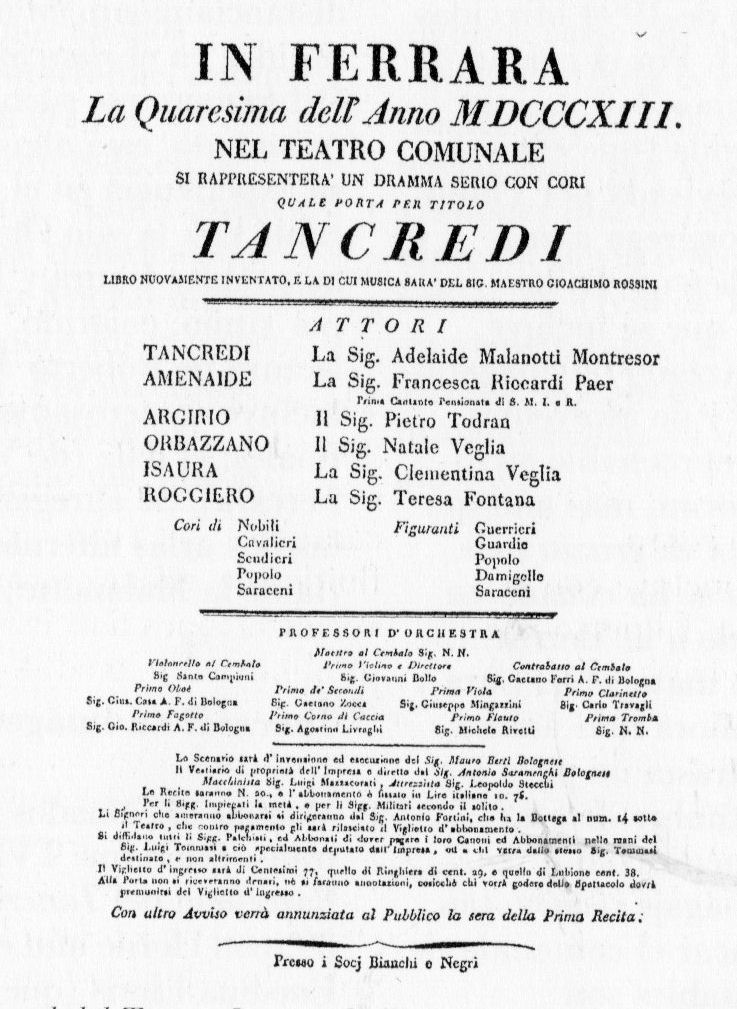
Plakat opery Tankred

- 6 lutego – w weneckim Teatro La Fenice miała miejsce premiera opery Tankred Gioacchina Rossiniego[1][2]
- 17 lutego – w paryskim Théâtre Feydeau miała miejsce premiera opery Le séjour militaire Daniela Aubera[1][2]
- 19 lutego – w Pradze odbyła się premiera „Andante e Rondo Ungarese, J.158” – przerobionej „Andante e Rondo ungarese in C minor, Op. 35, J.79” z 1809 Carla von Webera[1][2]
- 21 lutego – w Genui w Teatro di Sant’Agostino miała miejsce premiera opery La rosa bianca e la rosa rossa Johanna Mayra[1][2]
- 6 marca – pierwszy występ w Pradze Carla von Webera po objęciu funkcji dyrektora Praskiej Opery[1][2]
- 17 marca – w Londynie odbyła się premiera „Koncertu fortepianowego in B flat” Samuela Wesleya[1][2]
- 26 marca – premiera „Marszu triumfalnego na orkiestrę” Ludwiga van Beethovena do tragedii Tarpeja Christopha Kuffnera[1][2]
- 27 marca – Carla von Weber przyjeżdża do Wiednia w poszukiwaniu muzyków oraz muzyki do Opery Praskiej[1][2]
- 6 kwietnia – w paryskim Théâtre des Arts miała miejsce premiera opery Les Abencérages Luigiego Cherubiniego[1][2]
- 22 maja – w weneckim Teatro San Benedetto miała miejsce premiera opery Włoszka w Algierze Gioacchina Rossiniego[1][2]
- 24 maja – w paryskim Théâtre Feydeau miała miejsce premiera opery Le prince troubadour, ou Le grand trompeur de dames Étienne Méhula[1][2]
- 28 maja – premierowe wykonanie w teatrze w Buenos Aires „Hymnu Argentyny”
- 29 czerwca – w paryskim Théâtre Feydeau miała miejsce premiera opery Le nouveau seigneur de village François-Adriena Boieldieu[1][2]
- 28 listopada – w neapolitańskim Teatr San Carlo miała miejsce premiera opery Medea in Corinto Johanna Mayra[1][2]
- 8 grudnia – w wiedeńskiej Wielkiej Sali Uniwersyteckiej miała miejsce premiera VII symfonii Beethovena[3]
- 18 grudnia – na inaugurację nowego Teatro Re w Mediolanie Gioacchino Rossini wystawia operę Tankred[1][2]
- 26 grudnia – w mediolańskiej La Scali miała miejsce premiera opery Aurelian w Palmirze Gioacchina Rossiniego[1][2]

## Urodzili się
- 14 lutego – Aleksandr Dargomyżski, rosyjski kompozytor (zm. 1869)
- 16 lutego – Semen Hułak-Artemowski, ukraiński śpiewak operowy (baryton) i kompozytor muzyki scenicznej (zm. 1873)
- 17 lutego
  - Giovanni Battista Belletti, włoski śpiewak operowy (baryton) (zm. 1890)
  - Kazimierz Lubomirski, polski kompozytor (zm. 1871)
- 2 marca – George Macfarren, angielski kompozytor i muzykolog (zm. 1887)
- 14 marca – Józefa Daszkiewicz, polska aktorka, śpiewaczka operowa i operetkowa (zm. 1886)
- 15 maja – Stephen Heller, węgierski kompozytor i pianista (zm. 1888)
- 22 maja – Richard Wagner, niemiecki kompozytor, dyrygent i teoretyk muzyki okresu romantyzmu (zm. 1883)
- 10 sierpnia – William Henry Fry, amerykański kompozytor i krytyk muzyczny (zm. 1864)
- 8 października – Carl Amand Mangold, niemiecki kompozytor i dyrygent (zm. 1889)
- 10 października – Giuseppe Verdi, włoski kompozytor operowy (zm. 1901)
- 26 października – Henry Thomas Smart, angielski organista i kompozytor (zm. 1879)
- 6 listopada – Nikołaj Ogariow, rosyjski poeta, prozaik, myśliciel oraz rewolucjonista, również pianista i kompozytor (zm. 1877)
- 30 listopada – Charles-Valentin Alkan, francuski kompozytor (zm. 1888)
- 10 grudnia – Errico Petrella, włoski muzyk i kompozytor oper (zm. 1877)

Data dzienna nieznana
- Józef Sikorski, polski muzyk, krytyk muzyczny, autor Wspomnienia Szopena, edytor i autor wielu publikacji muzycznych (zm. 1896)

## Zmarli
- 20 sierpnia – Jan Křtitel Vaňhal, czeski kompozytor (ur. 1739)
- 26 sierpnia – Daniel Gottlob Türk, niemiecki kompozytor, organista i profesor muzyki okresu klasycystycznego (ur. 1750)
- 24 września – André Ernest Modeste Grétry, francuski kompozytor operowy (ur. 1741)
- 29 listopada – Jean Balthasar Tricklir, francuski wiolonczelista i kompozytor pochodzenia niemieckiego (ur. 1750)
- 1 grudnia – Ferdinando Bertoni, włoski kompozytor, organista i kapelmistrz (ur. 1725)